# 六字大明呪

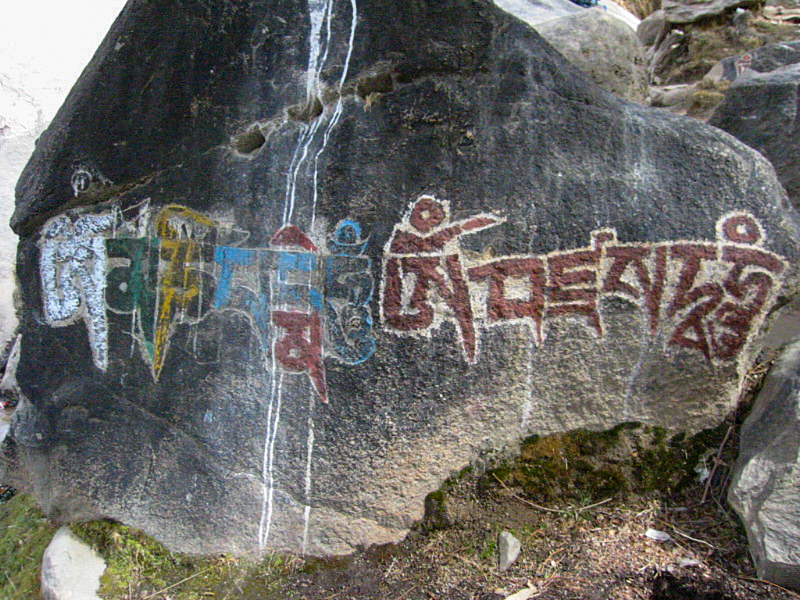
ラサのポタラ宮殿外の岩に刻まれた六字真言（左）。右は金剛薩埵の真言

六字大明呪（ろくじだいみょうじゅ）とは、仏教の陀羅尼（呪文）の1つ。サンスクリットの6つの音節からなる観世音菩薩の陀羅尼であり、チベット語で六文字となることから六字真言（ろくじしんごん）ともいう。特に、チベット仏教圏のチベットやモンゴルの仏教徒が頻繁に唱える陀羅尼である。ほかに六字と名のつく真言陀羅尼には、文殊菩薩の六字陀羅尼、『請観音経』を典拠とする六字章句陀羅尼がある。

## 訳
この陀羅尼はオーン・マニパドメー・フーン（梵: ॐ मणिपद्मे हूँ, oṃ maṇipadme hūṃ）の梵字六文字から構成される。
チベット仏教ではオンマニペメフン（チベット文字：ཨོཾ་མ་ཎི་པདྨེ་ཧཱུྃ、漢訳: 唵嘛呢叭咪吽）という。
- ॐ（oṃ、オーン）

短母音 अ（a）と 短母音 उ（u）が結合し、長母音 ओ（o）となったものと子音 म्（m）の組合せで ओम्（om）となり、さらに子音が鼻音化し、ओं（oṃ）となる。これが簡略化され、ॐ（oṃ）と表記される。ॐ は神聖さを象徴する音節として機能する。
- मणि（maṇi、マニ）

「宝石」や「宝珠」を意味する。
- पद्मे（padme、パドメ）

「蓮の中の」または「蓮の上の」を意味する。「蓮」を意味する पद्म（padma、パドマ）が処格に格変化したもので、場所を示している。
- हूँ（hūṃ、フーン）

子音 ह（h）と、母音 उ（u）が長音化した ू（ū）と、子音 म（m）が鼻音化した ं（ṃ）の組合せで成り立っている。हूँ は成就を象徴する音節として機能する。

### 語釈
マニは「宝珠」、パドメーは「蓮華」を意味する。この陀羅尼には様々な解釈がある。伊藤武によれば、「宝珠」は男性原理としての方便、「蓮華」は女性原理としての般若、フーンは呪文の完成を意味する。金剛乗の瑜伽においては、この陀羅尼は男尊と女尊の結合に象徴される空性の覚りを示し、その場合の宝珠は金剛杵（ヴァジュラ）であらわされる男性器を暗示しているという解釈がある。
呼格とする説
ドナルド・ロペスによれば、マニパドメーは「マニパドマ」または女性形の「マニパドマー」の呼格であり、「宝の蓮華を持つ者よ」という意味になる。マニパドマは菩薩の名でもある。呼格とする説はほかにフレデリック・ウィリアム・トーマス、フランケ、ステン・コノウ、スネルグローブらが述べている。
「マニ」を呼格・「パドメー」を処格とする説
伊藤武は「マニパドメー」を「マニ」と「パドメー」とに分かち、前者を呼格、後者を処格と解して、「オーン、蓮華〔の中、の上〕におわします宝珠よ、フーン」と和訳している。

## 原典
六字真言の最も古い典拠は大乗仏教の経典『カーランダヴューハ・スートラ』 (kāraṇḍavyūha-sūtra) である。観音菩薩の説話を記した『カーランダヴューハ』は、ネパールとチベットで観音信仰の根本経典として重んじられる。同経典ではこの明呪はシャダクシャリー・マハーヴィディヤー（六字大明）と称されている。

## チベット仏教
観音菩薩の六字真言はチベットの人々がしきりに唱えることで有名である。チベット語ではイゲドゥクパ（yi ge drug pa, 「六つの音節」の意）と称される。
チベットには、自国が昔から観音菩薩に教化され導かれてきた国であるという歴史観があり、建国の王ソンツェン・ガンポや歴代ダライ・ラマは観音菩薩の化身とされる。そのためチベットでは六字真言の信仰が盛んで、人々によく唱えられるほか、「マニ石」と呼ばれる岩や「マニ車」（マニコル）と呼ばれる法具にも刻まれている。
『カーランダヴューハ』とその所説である六字真言は、早くも古代王国時代（吐蕃）に伝わっていた（チベットの歴史観では前伝期にあたる）。そのことは敦煌文献のなかにチベット語の六字真言の記された写本のあることからも裏づけられる。9世紀に編纂されたとされるチベット語の一切経目録『デンカルマ目録』にも『カーランダヴューハ』が記載されている。後世には、テルマに分類される史書『マニカンブム』 (ma ṇi bka' 'bum) などで六字真言の複雑な教義が展開された。

### ダライ・ラマ14世による説明
ダライ・ラマ14世によると、オム・マニ・ペメ・フムは、細かく分けるとオム・マ・ニ・ペ・メ・フムという六つの真言（シックス・シラブル・マントラ）で構成されている。ダライ・ラマは、「これら六つの真言は、私たちの不浄な身体・言葉・思考を、完全に統一された秩序と知恵の教えの道に導くことにより、仏陀になれる」の意と説明する。オムは身体・言葉・思考を表している。マニが宝石を意味し、秩序、慈悲、他者への思いやりなど悟りを開くための要素。ペメが蓮を意味し、矛盾から救い出す知恵の本質を示す。フムが、分離できないものを意味し、秩序と知恵の調和による純粋な境地を表している。

### 六字真言と六道
チベットでは、六字を六道の各道に充て、一語一語にそれぞれの罪を浄化する意味を持たせている。この教義は14世紀に著された史書『王統明鏡史』第4章にも記されている。
| 梵字 | 蔵文 | ローマ字 | 浄化の対象                 | 六道 |
| ---- | ---- | -------- | -------------------------- | ---- |
| ॐ    | ཨོཾ    | oṃ       | 自我・高慢（慢）           | 天   |
| म    | མ    | ma       | 嫉妬・娯楽への渇望（悪見） | 修羅 |
| णि    | ཎི    | ṇi       | 欲望・欲求（無明）         | 人間 |
| प    | པ    | pa       | 無知・偏見（痴）           | 畜生 |
| द्मे   | དྨེ    | dme      | 貧窮・所有欲（貪）         | 餓鬼 |
| हूं    | ཧཱུྃ    | hūṃ      | 憤怒・憎悪（瞋）           | 地獄 |

## 漢伝仏教
六字真言の典拠である『カーランダヴューハ』は北宋でインド出身の訳経僧、天息災によって『仏説大乗荘厳宝王経』として漢訳された。この真言は同経典では「六字大明陀羅尼」と称され、「唵引 麼 抳 鉢 訥銘二合引 吽引」（おんまにぱどめいうん）と音訳されている。この経典は中国・日本ではあまり普及しなかった。

## 功徳
『カーランダ・ヴューハ・スートラ』によると、六字真言を祈念する者は輪廻することなく観自在菩薩の広大な宇宙を見ることができ、この真言を唱えると金剛の身体を得て、弁才を獲得し、悟りへ到ることができるという功徳が説かれている。
『仏説大乗荘厳宝王経』では、この陀羅尼を唱えた際の効果が説かれている。それによると、この陀羅尼を唱えれば様々な災害や病気、盗賊などから観世音菩薩が護ってくれるという。
古代チベット王ソンツェン・ガンポの遺書とされる埋蔵経『マニ・カンブン』には、六字真言よって罪障が滅せられ、清浄となって極楽浄土に再生することが説かれている。